# Joaquin Miller
Joaquin Miller (właśc. Cincinnatus Hiner Miller, ur. 8 września 1837, pod Liberty, w stanie Indiana, zm. 17 lutego 1913 w Oakland, w Kalifornii) – amerykański dziennikarz, poeta i dramaturg, znany przede wszystkim jako autor popularnego w szkołach wiersza Columbus. 
Przeprowadził się z rodziną nad Pacyfik, gdzie prowadził malownicze życie wśród górników, hazardzistów i Indian. Studiował na Columbia College w Eugene w Oregonie w latach 1858–59. W 1860 uzyskał uprawnienia do wykonywania zawodu adwokata w Oregonie. Ożenił się, ale w 1869 się rozwiódł. W latach 1862–1866 wydawał pismo "Eugene Democratic Register". Był też sędzią okręgowym w Canyon City w Oregonie. Pseudonim zaczerpnął od nazwiska meksykańskiego przęstepcy Joaquina Murietty, którego bronił. Jego pierwsze tomiki, Specimens (1868) Joaquin et al. (1869), przeszły bez większego echa. W 1870 wyjechał do Anglii, gdzie wyróżniał się egzotycznym strojem. Wydał tam własnym nakładem tomik Pacific Poems (1871). W 1879 powrócił do Nowego Jorku i powtórnie ożenił się z Abigail Leland, właścicielką hotelu. Za jego najlepszą książkę uchodzi zbiorek Songs of the Sierras (1871). Wydał też Songs of the Sunlands (1873), The Ship in the Desert (1875), The Baroness of New York (1877), Songs of Italy (1878) i Memorie and Rime (1884). W 1897 ukazały się jego dzieła zebrane Complete Poetical Works. Poza tym opublikował autobiografię Life Among the Modocs (1873), która jednak jest uważana za niewiarygodną.